# 马鲁瓦勒奶酪
马鲁瓦勒奶酪（法語：Maroilles）是產自法國北部马鲁瓦勒的一种奶酪。常为方形，有橘黃色的外殼，質地柔軟，上面有無數小洞眼，不論外殼還是内部的氣味均十分濃郁。